# Matilde di Shabran
Matilde di Shabran (wł. Matilde di Shabran) – Gioacchina Rossiniego – melodramma giocoso w dwóch aktach, do której libretto napisał Jacopo Ferretti, jej premiera miała miejsce w Rzymie 24 lutego 1821 roku.

## Historia powstania utworu
Jeszcze w czasie pracy nad Mahometem II Rossini przyjął zlecenie dyrekcji rzymskiego teatru Apollo na nową operę, która miała być wystawiana w najbliższym sezonie karnawałowym. Otrzymawszy wolną rękę, co do wyboru autora tekstu kompozytor zwrócił się do jednego z autorów neapolitańskich. Libretto zatytułowane Matilde, zostało oparte na francuskim dramacie Matilde de Marvel Jacques’a-Marie Boutet de Monvela. Praca nad utworem szła Rossiniemu mozolnie. Wyjeżdżając do Rzymu na początku grudnia 1820 roku miał gotowy dopiero I akt.
Tekst nie podobał mu się, a dodatkowo obawiał się, że nie przejdzie przez cenzurę. Po przyjeździe do Rzymu zaczął się więc rozglądać za librecistą, który byłby w stanie sensownie go poprawić. Jedynym, który w krótkim czasie mógł tego dokonać był Jacopo Ferretti. Ferretti był jednak zajęty i nie zdradzał szczególnej ochoty do zajęcia się Matyldą. Chcąc pomóc Rossiniemu, zaproponował mu przejrzenie fragmentów pisanego aktualnie libretta Corradino il Terribile (Konradyn Groźny). Gdyby tekst spodobał się Rossiniemu, Ferretti wyraził gotowość dokończenia go. Kompozytor uznał tekst za dobry, miał jednak problem jak pogodzić go z tytułem Matilde, umieszczonym na afiszu zbliżającego się stagione. Ferretti zaproponował, by imię głównej postaci kobiecej Konradyna Izabeli Shabran zmienić na Matyldę i nadać całości tytuł Matilde de Shabran.
Temat opery oparty na popularnych w tym czasie dramatach francuskich, został w 1790 roku opracowany przez poetę Benoît Hoffmannna jako tekst operowy Euphrosine et Conradin ou Le tyran corrigé (Eufrozyna i Konradyn czyli Tyran poprawiony). Muzykę do tego libretta napisał znany kompozytor francuski Étienne Méhul. Ferretti dokonał licznych, nie zawsze szczęśliwych przeróbek tekstu, co gorsza znacznie przekroczył rozmiary normalnych librett epoki. Spowodowało to, że Rossini, bez swej winy, nie był w stanie ukończyć partytury w terminie. By się ratować zapożyczył partyturę i muzykę z poprzednich oper. Zaprosił też do pracy kompozytora Giovanniego Paciniego. Powstała opera o rozmiarach prawdziwie wagnerowskich – licząca 800 stron, której wykonanie trwa 4 godziny.

## Osoby i pierwsza obsada
| Rola                                    | Głos        | Premiera 24 lutego 1821 (Pierwsza obsada) |
| --------------------------------------- | ----------- | ----------------------------------------- |
| Matylda                                 | sopran      | Caterina Lipparini                        |
| Edward, syn Rajmunda, ukochany Matyldy  | mezzosopran | Annetta Parlamagni                        |
| Konradyn, tyran hiszpański              | tenor       | Giuseppe Fusconi                          |
| Aliprandi                               | bas         | Giuseppe Fioravanti                       |
| Izydor, nadworny poeta Konradyna        | bas         | Antonio Parlamagni                        |
| Hrabina d’Arco                          | mezzosopran |                                           |
| Ginardo                                 | bas         | Antonio Ambrosi                           |
| Egoldo                                  | tenor       | Gaetano Rambaldi                          |
| Rajmund, ojciec Edwarda, wróg Konradyna | bas         | Carlo Moncada                             |

## Treść
Hiszpański tyran Konradyn uwięził młodego Edwarda, syna swego wroga Rajmunda. Zakochana w młodzieńcu Matylda postanawia złamać opór tyrana. Budzi tym zazdrość Hrabiny d’Arco, która żywi w stosunku do hiszpańskiego władcy poważne zamiary. Gdy Hrabina uwalnia Edwarda, by oskarżyć rywalkę o zorganizowanie ucieczki, Konradyn każe Matyldę zamordować swemu nadwornemu poecie Izydorowi. Izydor woli jednak uciec do lasu. Dowiedziawszy się, że Matylda jest niewinna Konradyn postanawia zadać sobie śmierć. W ostatniej chwili ratują go Matylda, Edward i Rajmund.

## Losy sceniczne
Kłopoty z utworem nie zakończyły się wraz z jego napisaniem. Najpierw impresario Giovanni Torlonia, dowiedziawszy się, że przy pisaniu muzyki pomagał Rossiniemu Pacini, odmówił kompozytorowi ostatniej raty honorarium i wypłacił ją dopiero pod naciskiem gubernatora Rzymu, do którego Rossini zwrócił się o interwencję. Potem w czasie próby generalnej dyrygent Giovanni Bello dostał apopleksji. Choroba dyrygenta postawiła pod znakiem zapytania wystawienie utworu. Z kłopotów wybawił wówczas Rossiniego Niccolò Paganini. Wielki skrzypek, pozostający z Rossinim w zażyłej przyjaźni, przebywał wówczas w Rzymie i asystował przy komponowaniu opery, znał więc dobrze Matyldę, a ponieważ był również dobrym dyrygentem, zaofiarował się zastąpić Bella przy pulpicie. Dodatkowo, ponieważ zachorował waltornista, wykonujący bardzo trudne solo w jednej z arii Matyldy, Paganini zastąpił go, wykonując tę partię na altówce.
Pomimo tych wszystkich zabiegów premiera zakończyła się niepowodzeniem. Dopiero następne przedstawienia doznały lepszego przyjęcia. Matilde utrzymała się na afiszu do końca stagione, a potem była z powodzeniem grana na innych scenach włoskich i zagranicznych. Korzystając z późniejszych wznowień (Neapol, Teatro del Fondo 1821) Rossini dokonał licznych przeróbek, zastępując muzykę Paciniego własną. Po całym stuleciu nieobecności na scenach opera powróciła w 1974 w Genui. Jej wystawienia nadal jednak należą do rzadkości.

## O operze
Po eksperymentach formalnych i stylistycznych Mahometa II w Matyldzie Rossini sięgnął po konwencjonalne środki wyrazu. Warto zwrócić uwagę na kwintet z I aktu (Questa è la Dea), fraragmenty finału I aktu, sekstet z II aktu oraz duet Matyldy z Edwardem. 

## Nagrania
- Massis, Flores, Taddia, Halevy, Vinco, pod dyr. Fizzy (Decca 2004)
- Valdenassi, Bottazzo, Casula, Panerai, Trimarchi, Ferrin, pod dyr. Martinottiego (live 1974)[2]